# Obóz jeńców radzieckich w Rymanowie Stalag 327
Obóz jeńców radzieckich w Rymanowie, Stalag 327 – w marcu 1940 roku Niemcy rozpoczęli na terenie przy garbarni budowę 30 baraków stuosobowych. Początkowo przybywali w nich żołnierze niemieccy.
Po niemieckim ataku na ZSRR, gdy jesienią 1941 do Rymanowa  przybył pierwszy transport około 3 tysięcy jeńców, został tu zorganizowany obóz jeniecki Stalag 327 dla sowieckich żołnierzy, istniejący do 1943, w którym przetrzymywano średnio około 7000 jeńców.
Komendantem obozu był kapitan Schubert z Wehrmachtu, a zastępcą lejtnant Metlinka.
Krwawo skończyły się próba ucieczki 150 jeńców oraz akcja partyzancka Gwardii Ludowej z Gorlic zorganizowana pod dow. G. Wodzika i A. Zawiejskiego wiosną 1943.
W jesieni 1941 roku wybuchła w obozie epidemia tyfusu plamistego. Dziennie umierało nawet po 100 osób, których ciała grzebano na powstającym cmentarzu. W wyniku epidemii do lutego 1942 roku zmarło ok. 8000 jeńców oraz kilkudziesięciu mieszkańców Rymanowa i okolicznych wsi. W wyniku nieludzkiego traktowania i tyfusu zmarło ponad 10 000 ludzi, a niektórzy podają nawet kilkanaście tysięcy jeńców.
Likwidacja obozu odbyła się wiosną 1943 roku, gdy Niemcy rozstrzelali niezdolnych fizycznie do transportu jeńców a około 2500 wywieziono do obozu w Szebniach i stalagu w Olchowcach k. Sanoka, a z tego część skierowano do Rzeszy.
Zamordowani jeńcy w liczbie ok. 10 000 są pochowani na cmentarzu przy ul. ppor. Mariana Zaremby w Olchowcach, gdzie upamiętnia ich obelisk z inskrypcją Pamięci pomordowanych radzieckich jeńców wojennych 1941-1944.